# Chapitel (mercado)
El Chapitel era en el Reino de Navarra un mercado construido «por el rey, en los pueblos de alguna consideración, para que todos los granos de fuera se vendiesen precisamente en él y se midiesen con las medidas del mismo rey, pagando ciertos derechos. En Tudela se llamaba Almudí, y pagaban los vendedores medio almud por cada carga de seis robos». Estos mercados eran «propiedad de la Corona de Navarra» y los recibidores reales recaudaban de ellos los derechos correspondientes. En otros reinos de la península ibérica se les llamaba almudín (en Aragón, principalmente) o alhóndigas (en Castilla y León).

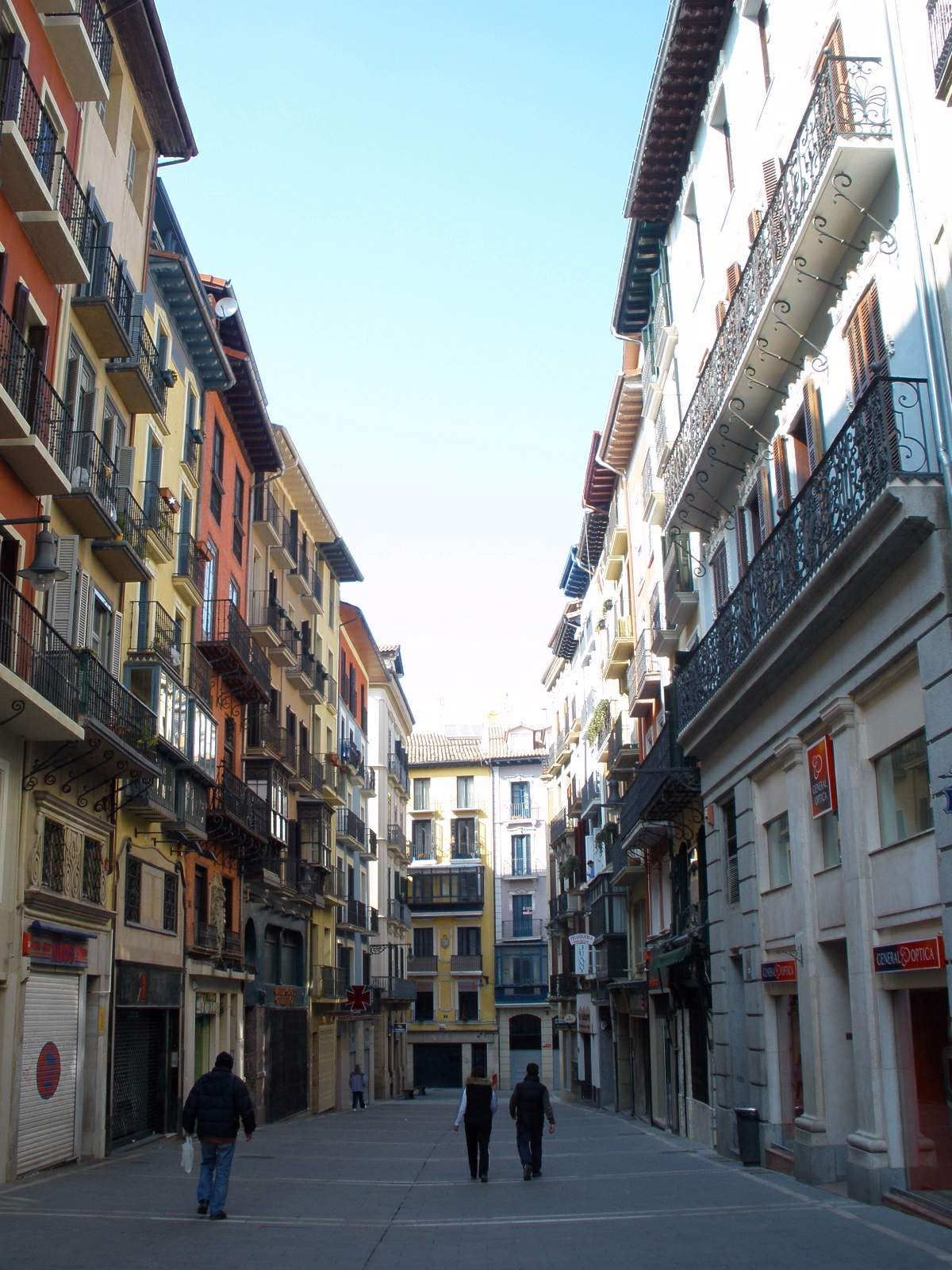
En Pamplona, la calle Chapitela testimonia la existencia del chapitel de la ciudad

## El concepto y su etimología
En la Gran Enciclopedia de Navarra (GEN) se explica su etimología: «Deriva de la voz latina capitolium y se refiere a la casa del mercado por antonomasia». En la documentación, especialmente los registros de cuentas de la Cámara de Comptos, según estudió Rafael Arrizabalaga, se menciona tanto «capitolio» (en los escritos en latín), como «chapitel» (en los escritos en romance navarro).
Este mismo investigador lo define como «un edificio construido con la función de almacenamiento y comercialización del blado de las propiedades del rey, es decir del producto agrícola recogido en los prados del rey de la bailía de Pamplona y también se almacenaba el blado de particulares que quisieran vender en la ciudad pagando un canon.»

## Descripción de un chapitel
Aunque no se puede generalizar para todos los casos, para el caso de Pamplona, según describe Arrizabalaga «el chapitel sería un edificio con la altura suficiente para colocar una cambra sobre la puerta de entrada. Tendría unos espacios delimitados perimetralmente donde se depositaba el blado de al menos cinco productos distintos, con mayor proporción de trigo, y en valor decreciente avena, ordio, geron y millo (también se mencionan arbeylluela [habichuela] y arbeylla). La altura de los depósitos sería superior a los tres metros y para el proceso de llenado se fabricaron artefactos que lo elevaban».
Debido al importante tránsito de carros, animales y personas, era necesario pavimentar en piedra una esquina del chapitel, especialmente útil en los días de lluvia. Y además de los depósitos, o graneros, «había una cambra que serviría durante al menos los primeros años como oficina de imposición del sello real garante de ciertas actividades comerciales».
También sería la piedra el material empleado para las «nuevas "mensuras para medir bladum", es decir, se construyen recipientes tabicados con muros donde se mide y almacena el producto.»
Por necesidad de movimiento interno, «dentro del edificio habría un espacio libre donde se dejarían los carros y carretillas de acarreo.»

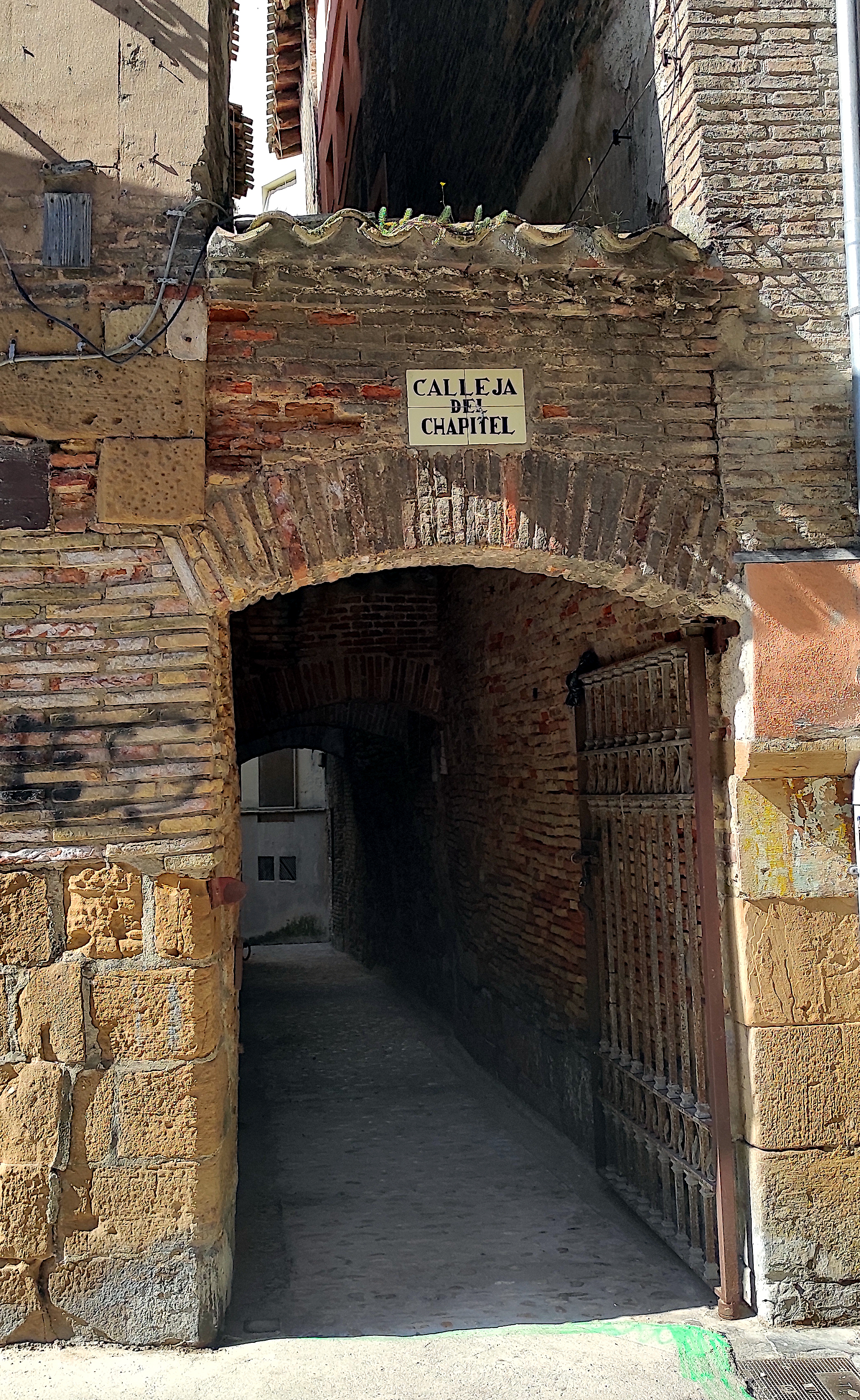
Calleja del Chapitel (Estella)

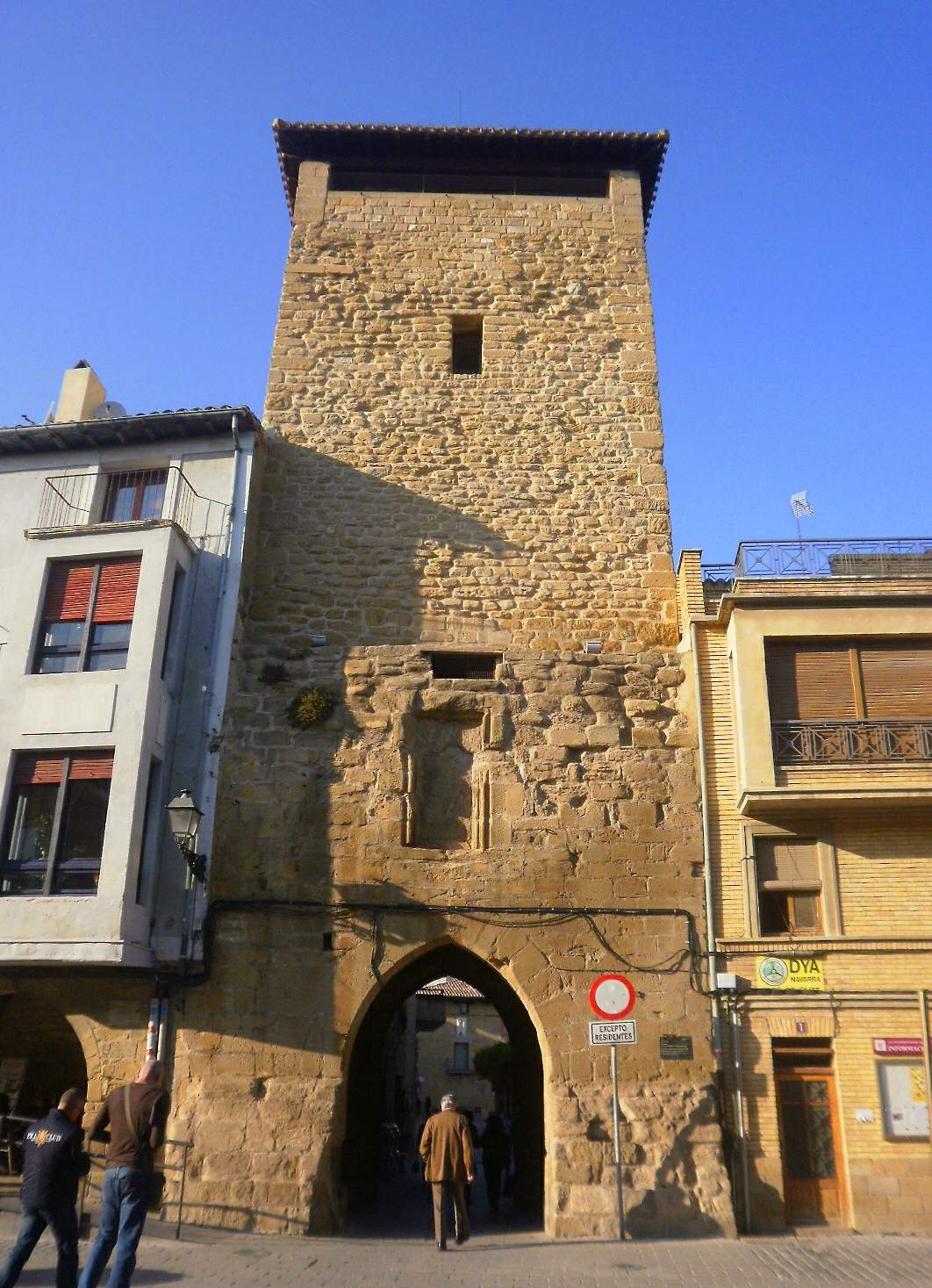
Torre del Chapitel en Olite

## Contexto histórico
Durante la Baja Edad Media en Navarra, los monarcas de origen ultrapirenaico (Champaña, Capetos y Evreux) fueron asentando, a principios del siglo XIV especialmente, «nuevos impuestos que recaían sobre actividades hasta entonces fuera del control regio.» Uno de los objetivos fue «controlar y tasar los mercados de grano del reino, lo que le permitiría además, dar salida a sus propios excedentes cerealísticos.» Con base en ello se crearon los chapiteles reales en Pamplona (1324), San Juan de Pie de Puerto (1342), Aoiz (1342) y Roncesvalles (1343). Más tarde, al mismo tiempo que se constituye en villa franca, se crea también un chapitel en Santesteban (1365).
Servían también estas instalaciones de ocasión para dar salida a los excedentes reales (que muchas veces cobraban las pechas en especie), obligando también al resto de comerciantes a vender sus productos en los chapiteles. Hacia finales del reinado de Carlos II de Navarra, «una vez desplegada una fiscalidad centralizada y general, se abandonó la construcción de nuevos chapiteles».
Estas casas se gestionaban por manos privadas que pagaban a la Hacienda Real por su arrendamiento. Con todo, «las tasas impuestas por el rey para quien vendía el grano en estos chapiteles eran del 1,56 por cien. Se trata de la retención de una medida llamada «cocharro» o «manada» sobre cada robo de trigo vendido. El «cocharro» o «manada» esta contenido 64 veces en un robo de cereal.»

## Chapiteles en Navarra
Existen noticias y referencias dispersas sobre su existencia en diversos puntos del reino navarro:

### Aoiz y Burguete
Según recoge la GEN, «en los chapiteles de Aoiz y Burguete se pagaba al rey un “cocharro” por cada robo de trigo (el robo tenía 64 “cocharros”).»

### Estella
La actual calle Chapitel, cerca de la iglesia de San Miguel, era inicialmente «tierra de nadie», un foso que separaba los burgos de San Miguel y de San Juan, también llamado «del Rey». Ambos, junto al burgo de San Martín (o de San Pedro) conformaban la ciudad. Cuando en 1266 Teobaldo II de Navarra unificó la ciudad, ese espacio sirvió para la instalación de dependencias municipales como el chapitel de la sal, la ceca de moneda y la casa del vínculo donde se almacenaba el grano de tripo municipal. No muy lejos aún se conserva la Calleja del Chapitel, «un fiel trasunto de los callejones toledanos.»

### Pamplona
Según recoge el historiador Juan José Martinena Ruiz, ya durante el reinado de Teobaldo I de Navarra, en 1236, «la ciudad de la Navarrería y la Población de San Nicolás, se reparten "els chapitels que son entre lis dos vilaz" de forma que "sien per mey comunals totz temps daquest dia en auant de las dos uilas sobredictas"».
Tras la destrucción de la Navarrería (1276) que quedó totalmente desolada, este núcleo se comienza a reconstruir casi medio siglo más tarde, en 1321 se inician los trabajos de reconstrucción actuando de comisarios Pedro López de Tajonar y el rector de Baigorri, Jimeno Martínez, recibidores de las rentas de la bailía de Pamplona. Se realiza un nuevo trazado, borrando completamente el anterior, y la nueva «Rúa Mayor de la Navarrería» conectaba el portal con Santa María (la catedral) según testimonia un compto de 1324 del rector de Baigorri. El mismo documento también informa de que «se encontraba en ella el chapitel "capitolium regis, quod est coram castro"».
La explanada del Chapitel y el prado de Predicadores era un espacio intercalado, «tierra de nadie», entre las tres antiguas poblaciones de Pamplona (el burgo de San Cernin, la población de San Nicolás y la ciudad de la Navarrería). Arrizabalaga lo describe así:

El chapitel de la Navarrería se ubicó entre los diferentes burgos y muy pronto se convirtió en el centro vital de la ciudad y su comarca, jugando un papel importantísimo en el desarrollo urbano y urbanístico de Pamplona. Junto al chapitel se fueron creando edificaciones ocupadas por actividades exclusivamente comerciales y entre ellos se desarrollaron pequeños espacios libres que favorecieron la relación social entre los vecinos de la Navarrería con los burgos de San Cernin y San Nicolás. De forma natural, poco a poco se va creando el lugar de venta de productos básicos como el pan, la sal, el grano, las legumbres, la hierba, la leña, la carne y hasta el pescado, en un espacio urbano situado entre el castillo de Luis Hutín, la muralla del burgo de San Cernin con el desaparecido barrio de Çuriburbu, la rúa Mayor (actual calle Mercaderes) y la rúa de Las Heras (actual calle Estafeta). Se trata de un lugar de diaria actividad comercial, frente a los mercados semanales y ferias anuales que se realizaban en las cercanías del convento de los Predicadores, al sureste de la actual plaza del Castillo.
Rafael Arrizabalaga Lizarraga, 2021

El Privilegio de la Unión (1423) «ganó para la ciudad los terrenos del Chapitel y levantó en ellos, hacia el barranco, en un punto donde convergían los tres recintos, la casa consistorial, la Jurería.»
A partir de 1514, con el castillo nuevo levantado en la zona de arranque de la actual Avenida Carlos III y la Avenida de San Ignacio, desaparecen también los muros de separación de cada núcleo de población y se construyen, además, dos espacios abiertos nuevos durante el siglo XVI: la Plaza del Castillo y la Plaza del Chapitel, llamada después Plaza de la Fruta y en la actualidad Plaza Consistorial.
Desde el siglo XVIII en Pamplona existe la calle Chapitela, cerca del emplazamiento que tuvo este edificio mercantil.

### Olite
La Torre del Chapitel, portal que pudo formar parte del recinto amurallado romano y medieval, sirvió de "cambra del Concejo" (lugar de reuniones de los ediles municipales), casa del mercado (que explica su denominación "chapitel") y también conocida como la torre del reloj y de "la queda".

### San Juan de Pie de Puerto
Se tiene noticia de que estaba instalado en la plaza de Santa María. «En el de San Juan de Pie de Puerto se abonaba un dinero, en lugar del cocharro».

### Tafalla
Según Yanguas y Miranda, Carlos III de Navarra «en 1387 se quitó el chapitel de Tafalla, y el rey libertó al pueblo de la contribución de 10 cahices de trigo anuales que pagaba por dicho chapitel, mandando que todos los vecinos y otros cualesquiera vendiesen el pan (granos) donde quisieren». Junto con los molinos del rey, eran entregados para su explotación bajo determinadas condiciones.

### Tudela
Es la singularidad en lo referente a su denominación: almudí. Voz derivada del árabe, al-muddi, y relacionada con el almud, una unidad de volumen empleada para medir áridos (cereales, generalmente). Mariano Sáinz Pérez de Laborda lo define así en sus Apuntes Tudelanos: «Se denominaba asila casa del rey en Tudela, dónde debían medirse todos los granos que de otros puntos se trajeran á vender á la Ciudad; las medidas eran del Rey, y sus derechos medio almúd por robo. 
El almudí viejo existía aquí en 1380 en el barrio de la morería.» El autor afirma que desapareció la casa en 1813 (22 de marzo) «y para destruir la memoria hasta de que existió la calle de este nombre se llamará en lo sucesivo del Chocolate; hoy es la del Pontarrón.» 
Por otra parte, la casa del almudí en Tudela fue entregada en 1471 por Leonor de Navarra al condestable de Navarra Pierres de Peralta. A finales del siglo XVIII, los condes de Montijo y de Ablitas figuran como los propietarios de la Casa del Almudí. En la actualidad sobre el solar ocupado por esta casa del almudí se levanta la casa consistorial de Tudela (1994) donde aún se mantienen las bodegas que también fueron utilizadas como prisión.